# Text Services Framework
Text Services Framework (TSF) — программный интерфейс, позволяющий выполнять ввод текста, не зависящий от языка и устройств ввода. Приложения могут получать вводимый текст, не зная о деталях реализации устройства ввода, например с помощью распознавания речи или рукописного ввода. Ввод текста при помощи TSF должен заменить ввод с помощью IME.
Система TSF является расширяемой, новые устройства ввода могут добавляться без изменений в коде приложений или с минимальными изменениями. Архитектура TSF включает в себя три основных компонента:
- Приложения, поддерживающие TSF, должны реализовать определённые COM-интерфейсы и связываться с менеджером TSF через реализуемые им интерфейсы.
- Текстовые сервисы функционируют как поставщики текста приложениям. Текстовые сервисы реализуются как COM сервер, регистрирующий себя в TSF. После регистрации пользователи могут взаимодействовать с текстовым сервисом посредством языковой панели и сочетаний клавиш.
- Менеджер TSF функционирует как промежуточный элемент между приложением и одним или несколькими текстовыми сервисами, позволяет приложению и текстовым сервисам совместно использовать текст и управляет текстовыми сервисами. Менеджер TSF реализуется операционной системой и не может быть заменён. Текстовые сервисы взаимодействуют с приложениями только через менеджер TSF.